# Musikedalens naturreservat
Musikedalen är ett naturreservat i Våxtorps socken i Laholms kommun i Halland.
Reservatet är ett 110 hektar stort område på Hallandsåsens platå och nordsluttning nära gränsen mot Skåne. Det bildades 2010 genom att två mindre reservat, Vallåsen och Klinta hallar, slogs ihop och utvidgades. 

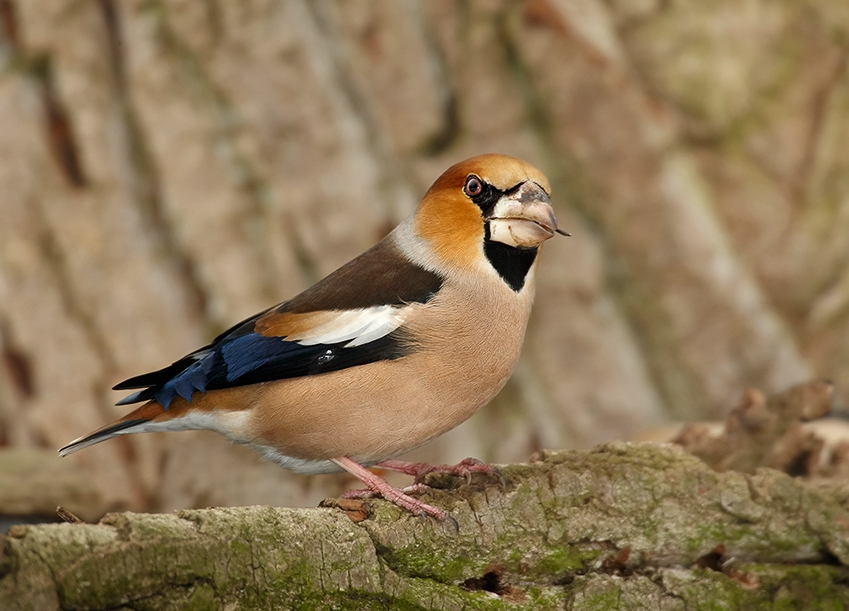
Stenknäck

Delar av området har varit skogklätt sedan åtminstone 1600-talet. Den gamla skogen och rikligt med döda träd gynnar en mängd organismer till exempel lavar, mossor, svampar och skalbaggar. Här finns även många rödlistade arter. Inom området finns även stupande branter och sumpskogar. Högsta punkt är 180 meter över havet.
Områdena har varit skyddade sedan 1996, 2000 och 2010.
Vandringsleden Skåneleden passerar genom reservatet.